# Râul Pesceana, Olt
Râul Pesceana este un curs de apă, afluent de dreapta al râului Olt din județul Vâlcea. Se varsă în Olt în dreptul orașului Drăgășani, dar poartă numele localitatății omonime Pesceana, Vâlcea, aflată în amonte pe râu, aproape de izvorul său.

## Generalități
Râul Pesceana are doi afluenti semnificativi, râul Gușoeni și pârâul Verdea, care sunt afluenti de stânga.

## Hărți
- Harta județului Vâlcea - Județul Vâlcea